# Triphora hassleriana
Triphora hassleriana là một loài thực vật có hoa trong họ Lan. Loài này được (Cogn. ex Chodat & Hassl.) Schltr. miêu tả khoa học đầu tiên năm 1925.